# Sepia arabica
Sepia arabica är en bläckfiskart som beskrevs av Anne Letitia Massy 1916. Sepia arabica ingår i släktet Sepia och familjen Sepiidae. IUCN kategoriserar arten globalt som otillräckligt studerad. Inga underarter finns listade i Catalogue of Life.